# مذناب ماراهو
مذناب ماراهو (الاسم العلمي: Papilio maraho) هو نوع من الفراشات في فصيلة فراشات خطافية الذيل. متوطنة في تايوان.